# Klaus Reßler
Klaus Reßler (* 16. Februar 1943) ist ein ehemaliger deutscher Fußballspieler. In der höchsten Spielklasse des DDR-Fußballs, der Oberliga, spielte der Torwart für den FC Rot-Weiß Erfurt und dessen Vorgänger SC Turbine.

## Sportliche Laufbahn
Bis 1963 spielte Klaus Reßler als Torwart in Arnstadt bei der Betriebssportgemeinschaft (BSG) Einheit, zuletzt in der drittklassigen Bezirksliga Erfurt. Nach Abschluss der Saison 1962/63 wurde Reßler zum Oberligisten SC Turbine Erfurt delegiert, bei dem er als zweiter Torwart hinter Peter Bojara vorgesehen war. Reßler vertrat ihn in der Spielzeit in neun Oberligabegegnungen. Am Saisonende musste der SC Turbine in die zweitklassige Liga absteigen und dort gab Trainer Helmut Nordhaus Reßler den Vorrang, der mit 23 Einsätzen bei 30 Ligaspielen einen wichtigen Anteil am sofortigen Wiederaufstieg der Erfurter hatte.
In seiner zweiten Oberligasaison 1965/66, in deren Verlauf die Fußballsektion des Sportclubs Turbine in den Fußballclub Rot-Weiß Erfurt umgewandelt wurde, blieb der 1,84 Meter große Reßler, der bei 23 von 26 Oberligaspielen im Tor stand, Stammspieler. Erfurt konnte sich nur ein Jahr in der Oberliga halten und spielte 1966/67 erneut in der DDR-Liga. Wieder gelang umgehend die Rückkehr in die Oberliga mit Reßler als Stammtorwart. Zur Saison 1967/68 wechselte der Nationaltorwart und Fußballer des Jahres 1965 Horst Weigang vom 1. FC Lokomotive Leipzig zum FC Rot-Weiß. Er löste Klaus Reßler als Nummer eins im Tor ab, der lediglich in drei Oberligaspielen aufgeboten wurde. Im Schatten von Weigang hatte Reßler auch in den folgenden Spielzeiten keine Chancen. 1968/69 war er Stammtorwart der DDR-Liga-Mannschaft FC Rot-Weiß II, mit der er aber in die Bezirksliga abstieg. 1973 beendete Weigang seine Laufbahn und wurde durch Wolfgang Benkert, der 1971 nach Erfurt gewechselt war und sich mit Weigang und Reßler einen Dreikampf um den Platz zwischen den Pfosten lieferte, ersetzt. Gegen Benkert konnte sich der gelernte Elektriker langfristig nicht durchsetzen und blieb weiter Reservetorwart der Oberligaelf beziehungsweise pendelte zwischen 1. und 2. Mannschaft, die teilweise in der Liga antrat. In der Reserveelf fungierte Reßler bereits als Übungsleiter an der Seite von Trainer Horst Weigang, seinem einstigen Konkurrenten im RWE-Tor.
1975/76 bestritt er seine finale Erstligasaison beim FC Rot-Weiß Erfurt, in der er auch seine letzten vier Oberligaspiele bestritt. Insgesamt war er in Erfurt auf 65 Oberligaspiele und 96 DDR-Liga-Spiele (davon 48 mit RWE II) gekommen. Anschließend ließ er sein Fußballerlaufbahn beim Bezirksligisten TSG Ruhla ausklingen.